# Vugrovec Gornji
Vugrovec Gornji is een plaats in de gemeente Zagreb in de Kroatische provincie Stad Zagreb. De plaats telt 306 inwoners (2001).